# '40-'45 (Nederlandse musical)
 '40-'45 is een van origine Vlaamse musicalproductie van Studio 100 uit 2018 in regie van Frank Van Laecke. De Nederlandse versie van de musical ging op 21 september 2024 in première. De musical speelt in een eigen theater in de Midden-Nederland Hallen in Barneveld.

## Rolverdeling
| Rol                               | Première cast - run 1 (september 2024 t/m 5 januari 2025) | run 2 (12 februari 2025 t/m 31 mei 2025)            | run 3 ( 11 september 2025 t/m 4 januari 2026)    |  |
| --------------------------------- | --------------------------------------------------------- | --------------------------------------------------- | ------------------------------------------------ |  |
| Dirk Zegers                       | Dorian Bindels                                            | Dorian Bindels                                      | Dorian Bindels                                   |  |
| alternate Dirk Zegers             | Wolter Weulink                                            | Wolter Weulink                                      | Sem van der Hijden, Wolter Weulink               |  |
| cover Dirk Zegers                 | Jary Sluijter, Thijs Snoek                                | Jary Sluijter, Thijs Snoek                          | Jary Sluijter, David Schwarz                     |  |
| Louis Zegers                      | Soy Kroon                                                 | Soy Kroon                                           | Soy Kroon                                        |  |
| alternate Louis Zegers            | Jonathan Demoor                                           | Jonathan Demoor                                     | Jary Sluijter                                    |  |
| cover Louis Zegers                | Thijs Snoek, Daan van Dalen                               | Thijs Snoek, Daan van Dalen                         | Daan van Dalen                                   |  |
| Leah Liebmann                     | Gaia Aikman                                               | Gaia Aikman                                         | Gaia Aikman, Holly Mae Brood                     |  |
| alternate Leah Liebmann           | Holly Mae Brood                                           | Holly Mae Brood                                     |                                                  |  |
| cover Leah Liebmann               | Eva Berhitu                                               | Eva Berhitu, Cira May Ras Leon                      | Cira May Ras Leon, Reza Häger                    |  |
| Marie de Jong                     | Niniane Everaert                                          | Niniane Everaert                                    | Niniane Everaert                                 |  |
| cover Marie de Jong               | Sanne Groenen, Willemijn van Holt                         | Sanne Groenen, Willemijn van Holt                   | Sanne Groenen, Roos Vollebregt                   |  |
| Emiel Zegers                      | Kees Boot                                                 | Kees Boot, Roeland Fernhout                         | Kees Boot, Roeland Fernhout, Jeroen Phaff        |  |
| cover Emiel Zegers                | Jasper Kerkhof, Sander van Voorst tot Voorst              | Jasper Kerkhof, Sander van Voorst tot Voorst        | Sander van Voorst tot Voorst                     |  |
| Anna Zegers                       | Babette van Veen, Renée Fokker                            | Babette van Veen, Renée Fokker                      | Renée Fokker                                     |  |
| cover Anna Zegers                 | Marleen van der Loo, Martine de Jager, Sanne Bosman       | Marleen van der Loo, Martine de Jager, Sanne Bosman | Martine de Jager, Saskia Schäfer, Sanne Bosman   |  |
| Leon                              | Sjoerd Pleijsier                                          | Sjoerd Pleijsier                                    | Sjoerd Pleijsier, Chris Tates                    |  |
| cover Leon                        | Paul Vaes, Jasper Kerkhof                                 | Paul Vaes, Jasper Kerkhof                           | Paul Vaes                                        |  |
| SS-Sturmbannführer Schultze       | Jeroen Phaff, Marcel Jonker                               | Jeroen Phaff                                        | Sander van Voorst tot Voorst                     |  |
| cover SS-Sturmbannführer Schultze | Paul Vaes, Sander van Voorst tot Voorst                   | Paul Vaes, Sander van Voorst tot Voorst             | Paul Vaes, Sander van Voorst tot Voorst          |  |
| Julia                             | Marleen van der Loo                                       | Marleen van der Loo                                 | Mieke Dijkstra                                   |  |
| cover Julia                       | Kim Reizevoort, Sanne Bosman, Sanne Groenen               | Kim Reizevoort, Sanne Bosman, Sanne Groenen         | Sanne Bosman, Sanne Groenen                      |  |
| Albert de Weert                   | Paul Vaes                                                 | Paul Vaes                                           | Paul Vaes                                        |  |
| cover Albert de Weert             | David Schwarz, Sander van Voorst tot Voorst               | David Schwarz, Sander van Voorst tot Voorst         | David Schwarz                                    |  |
| De Grauwe                         | David Schwarz                                             | David Schwarz                                       | David Schwarz                                    |  |
| cover de Grauwe                   | Ronald Jorritsma, Lloyd Russel, Sjoerd Oomen              | Lloyd Russel                                        | Lloyd Russel, Victor Marinus                     |  |
| SS-Obersturmführer Wolff          | Thijs Snoek                                               | Thijs Snoek, Jurgen Stein                           |                                                  |  |
| cover SS-Obersturmführer Wolff    | Keije Schepers, Ronald Jorritsma, Jary Sluijter.          | Keije Schepers, Jary Sluijter                       | Keije Schepers, Lloyd Russel                     |  |
| Anton Mussert                     | Jasper Kerkhof                                            | Jasper Kerkhof                                      | Chris Tates                                      |  |
| cover Anton Mussert               | Sander van Voorst tot Voorst, Paul Vaes                   | Sander van Voorst tot Voorst, Paul Vaes             | Sander van Voorst tot Voorst, Theo Martijn Wever |  |
| Gerda                             | Martine de Jager                                          | Martine de Jager                                    | Martine de Jager, Saskia Schäfer                 |  |
| cover Gerda                       | Marleen van der Loo, Sanne Bosman                         | Marleen van der Loo, Sanne Bosman                   | Mieke Dijkstra                                   |  |
| Hermans                           | Sander van Voorst tot Voorst                              | Sander van Voorst tot Voorst                        | Stef van Gelder                                  |  |
| cover Hermans                     | Lloyd Russel                                              | Lloyd Russel                                        | Lloyd Russel, Victor Marinus                     |  |
| Nel                               | Willemijn van Holt                                        | Willemijn van Holt                                  | Caitlin Hullegien                                |  |
| cover Nel                         | Sanne Bosman, Sanne Groenen                               | Sanne Bosman, Sanne Groenen                         | Sanne Bosman, Sanne Groenen                      |  |

| Rol               | Acteur(s) |
| ----------------- | --- |
| Ensemble mannen   | Bram Acda, Daan van Dalen, Jelmer Engelaar, Mees de Heus (run 1), Sander van Voorst tot Voorst, Thijs Snoek, Jasper Kerkhof, Keije Schepers, Youri Ouwerkerk (run 1), Jeroen Sigterman (vanaf run 2), Luuk Haaze (vanaf run 2), Thibault Gellinck (vanaf run 2), Stef van Gelder (vanaf run 3), Theo Martijn Wever (vanaf run 3), Boyd de Laat (vanaf run 3), Lars den Bosch (vanaf run 3), Ruben van den Brink (vanaf run 3) |
| Ensemble vrouwen  | Eva Berhitu, Rheza Häger, Willemijn van Holt, Caitlin Hullegien, Martine de Jager, Reza Häger (vanaf run 2), Nouria Halling (run 1), Cira May Ras Leon, Lisa Meesters (vanaf run 2), Mieke Dijkstra (vanaf run 3), Saskia Schäfer (vanaf run 3), Robin von Stockhausen (vanaf run 3), Roos Vollebregt (vanaf run 3), Eva Groenen (vanaf run 3)                                                                                |
| Resident Director | Joris de Beul |
| Swings            | Sanne Bosman, Sanne Groenen (Dance Captain), Ronald Jorritsma (run 1), Sjoerd Oomen (run 1), Jary Sluijter, Lloyd Russel, Victor Marinus (vanaf run 3), Martijn Vogel (vanaf run 3) |

'14-'18 · '40-'45 (België) · '40-'45 (Nederland) · 1830 · De 3 Biggetjes · 3 Musketiers · Aida · Albert I · Alice in Wonderland · A xXxmas Carola · Anatevka · Assepoester · Belle en het Beest · Billie Holiday · Bloedbroeders · The Bodyguard · Cabaret · Camelot · Cats · Chicago · Ciske de Rat · Cyrano de Bergerac · De Schone van Boskoop · Daens · Damiaan · Dirty Dancing · Doe Maar! · Domino · Doornroosje · Dracula · Drood · Elisabeth · Evita · Fame · De Finale · Flashdance · Foxtrot · Goodbye, Norma Jeane · Grease · Hair · High School Musical · De Jantjes · Jeanne d'Arc · Jekyll & Hyde · Jersey Boys · Jesus Christ Superstar · Kadanza · De kleine zeemeermin · Koning van Katoren · Kruimeltje · Kuifje: De Zonnetempel · Kunt u mij de weg naar Hamelen vertellen, mijnheer? · The Last Five Years · Lelies · The Lion King · The Little Mermaid · Love Story · Lover of Loser · Mamma Mia! · De man van La Mancha · Marie-Antoinette · Mary Poppins · Les Misérables · Miss Saigon · Moulin Rouge! De Musical · Muerto! · De Muze van Rubens · My Fair Lady · On Your Feet! · Op hoop van Zegen · Oorlogswinter · The Passion · Pauline & Paulette · The Phantom of the Opera · Pinokkio · Red Star Line · Rembrandt · Robin Hood · Romeo en Julia, van Haat tot Liefde · De Rozenoorlog · Rubens · Shhh...it happens! · Shrek · Soldaat van Oranje · Spring Awakening · De sprookjesmusical Klaas Vaak · Sneeuwwitje · The Sound of Music · Tarzan · Titanic · Turks fruit · Urinetown · De Vliegende Hollander · Wat Zien Ik?! · Wicked · The Wild Party · Willem & Frieda: Roze Verzet · The Wiz · Wickie de viking de musical
    Portaal Musical